# Julius Anthoni
Julius Anthoni (später Julius Anthoni Friese; † 1584 oder 1585 in Danzig) war ein deutscher Orgelbauer, der in Danzig wirkte.

## Leben und Werk
Julius Anthoni stammte wahrscheinlich aus Friesland, da er später als Julius Anthoni Friese bezeichnet wurde. Er arbeitete 1575 in Hamburg und 1579 in Lübeck, ehe er 1582 nach Danzig kam. Dort gewährte ihm die Stadt sofort das Bürgerrecht und freie Unterkunft, da er verschiedene Reparaturen an Orgeln ausführen sollte. Die Stadt Königsberg (Kneiphof) bewarb sich ebenfalls um ihn, er solle eine neue Orgel für den Dom bauen. Ein vergebliches Bittschreiben ist bekannt.
Anthoni reparierte 1582 die Orgel auf der Sängerempore von St. Marien und erweiterte die Orgel über dem Eingang zur Reinholdskapelle. Dabei verwendete er offensichtlich Teile der Hauptorgel. Ab 1583 baute er eine neue Hauptorgel für die Kirche. Im Vertrag waren 53 Register vorgesehen. Die Pfeifen waren wahrscheinlich aus Metall gefertigt, da Holzpfeifen zu dieser Zeit noch nicht üblich waren. 1584 oder 1585 verunglückte Anthoni beim Einbau der Pfeifen; der Bau der Orgel wurde von seinem Gehilfen fertiggestellt.